# Skarpabborrtjärnen (Bodums socken, Ångermanland)
Skarpabborrtjärnen är en sjö i Strömsunds kommun i Ångermanland och ingår i Ångermanälvens huvudavrinningsområde.